# Heinrichia calligyna
Heinrichia calligyna е вид птица от семейство Muscicapidae, единствен представител на род Heinrichia.

## Разпространение
Видът е разпространен в Индонезия.